# Coupe de la Ligue française féminine de handball 2013-2014
Navigation
Coupe de la Ligue 2012-2013 Coupe de la Ligue 2014-2015
La Coupe de la Ligue féminine de handball 2013-2014 est la 12e édition de la Coupe de la Ligue française féminine de handball. Elle est composée d'un tour préliminaire se déroulant le 8 novembre 2013 puis d'une phase finale se déroulant à Metz du 20 au 23 février 2014.
La compétition est remportée par le Metz Handball, qui remporte son 8e titre. Le club vainqueur se qualifie pour la Coupe Challenge 2014-2015. 

## Calendrier
| Tour                     | Nom                                           | Date             | Clubs |
| Tour préliminaire (2013) |                                               |                  |       |
| 1                        | Huitièmes de finale                           | 8 et 16 novembre | 4     |
| Phase finale (2014)      |                                               |                  |       |
| 2                        | Quarts de finale                              | 20 février       | 8     |
| 3                        | Demi-finales                                  | 21 février       | 4     |
| 4                        | Finale au Palais omnisports Les Arènes (Metz) | 23 février       | 2     |

## Huitièmes de finale
| Date Aller      | Club        | Aller   | Total   | Retour  | Club          | Date Retour |
| --------------- | ----------- | ------- | ------- | ------- | ------------- | ----------- |
| 8 novembre 2013 | ES Besançon | 29 - 34 | 61 - 67 | 32 - 33 | Toulon St-Cyr | 16 novembre |
| 9 novembre 2013 | Nantes LA   | 35 - 34 | 64 - 57 | 29 - 23 | OGC Nice      | 16 novembre |

## Phase finale

### Tableau
|  | Quarts-de-finale 20 février 2014          | Quarts-de-finale 20 février 2014    |               |    | Demi-finales 21 février 2014 | Demi-finales 21 février 2014 |  |  | Finale 23 février 2014  | Finale 23 février 2014  |
|  | Quarts-de-finale 20 février 2014          | Quarts-de-finale 20 février 2014    |               |    | Demi-finales 21 février 2014 | Demi-finales 21 février 2014 |  |  | Finale 23 février 2014  | Finale 23 février 2014  |
|  |                                           |                                     |               |    |                              |                              |  |  |                         |                         |
|  | 20h00, Gymnase JP Adams, Thionville       | 20h00, Gymnase JP Adams, Thionville |               |    | 20h00, Les Arènes, Metz      | 20h00, Les Arènes, Metz      |  |  | 16h45, Les Arènes, Metz | 16h45, Les Arènes, Metz |
|  | 20h00, Gymnase JP Adams, Thionville       | 20h00, Gymnase JP Adams, Thionville |               |    | 20h00, Les Arènes, Metz      | 20h00, Les Arènes, Metz      |  |  | 16h45, Les Arènes, Metz | 16h45, Les Arènes, Metz |
|  | Toulon St-Cyr                             | 32                                  |               |    | 20h00, Les Arènes, Metz      | 20h00, Les Arènes, Metz      |  |  | 16h45, Les Arènes, Metz | 16h45, Les Arènes, Metz |
|  | Toulon St-Cyr                             | 32                                  |               |    | 20h00, Les Arènes, Metz      | 20h00, Les Arènes, Metz      |  |  | 16h45, Les Arènes, Metz | 16h45, Les Arènes, Metz |
|  | Le Havre AC                               | 28                                  |               |    | 20h00, Les Arènes, Metz      | 20h00, Les Arènes, Metz      |  |  | 16h45, Les Arènes, Metz | 16h45, Les Arènes, Metz |
|  | Le Havre AC                               | 28                                  | Toulon St-Cyr | 28 |                              |                              |  |  | 16h45, Les Arènes, Metz | 16h45, Les Arènes, Metz |
|  | 20h00, Les Arènes, Metz                   |                                     | Toulon St-Cyr | 28 |                              |                              |  |  | 16h45, Les Arènes, Metz | 16h45, Les Arènes, Metz |
|  |                                           | Metz Handball                       | 33            |    |                              |                              |  |  | 16h45, Les Arènes, Metz | 16h45, Les Arènes, Metz |
|  | HBC Nîmes                                 | Metz Handball                       | 33            | 20 |                              |                              |  |  | 16h45, Les Arènes, Metz | 16h45, Les Arènes, Metz |
|  | HBC Nîmes                                 |                                     |               | 20 |                              |                              |  |  | 16h45, Les Arènes, Metz | 16h45, Les Arènes, Metz |
|  | Metz Handball                             | 28                                  |               |    |                              |                              |  |  | 16h45, Les Arènes, Metz | 16h45, Les Arènes, Metz |
|  | Metz Handball                             | 28                                  | Metz Handball | 25 |                              |                              |  |  |                         |                         |
|  | 20h00, Espace P. de Coubertin, Sarrebourg |                                     | Metz Handball | 25 |                              |                              |  |  |                         |                         |
|  |                                           | CJF Fleury Loiret                   | 20            |    |                              |                              |  |  |                         |                         |
|  | Union Mios-Biganos-Bègles                 | CJF Fleury Loiret                   | 20            | 32 |                              |                              |  |  |                         |                         |
|  | Union Mios-Biganos-Bègles                 | 18h00, Les Arènes, Metz             |               | 32 |                              |                              |  |  |                         |                         |
|  | Issy Paris                                | 36                                  |               |    |                              |                              |  |  |                         |                         |
|  | Issy Paris                                | 36                                  | Issy Paris    | 25 |                              |                              |  |  |                         |                         |
|  | 18h00, Gymnase JP Adams, Thionville       |                                     | Issy Paris    | 25 |                              |                              |  |  |                         |                         |
|  |                                           | CJF Fleury Loiret                   | 27            |    |                              |                              |  |  |                         |                         |
|  | Nantes LAH                                | CJF Fleury Loiret                   | 27            | 21 |                              |                              |  |  |                         |                         |
|  | Nantes LAH                                |                                     |               | 21 |                              |                              |  |  |                         |                         |
|  | CJF Fleury Loiret                         | 25                                  |               |    |                              |                              |  |  |                         |                         |
|  | CJF Fleury Loiret                         | 25                                  |               |    |                              |                              |  |  |                         |                         |

### Finale
| 23 février 2014 16h45 | Metz Handball       | 25 - 20   | CJF Fleury Loiret                  | Les Arènes, Metz Affluence : 4 200 Arbitrage : C. Bonaventura, J.Bonaventura |
| 23 février 2014 16h45 | Kristina Liščević 7 | (10 - 11) | Marta Mangué 5 Gnonsiane Niombla 5 | Les Arènes, Metz Affluence : 4 200 Arbitrage : C. Bonaventura, J.Bonaventura |
| 23 février 2014 16h45 | ×2 ×4               | Rapport   | ×3 ×2                              | Les Arènes, Metz Affluence : 4 200 Arbitrage : C. Bonaventura, J.Bonaventura |

### Vainqueur
| Vainqueur de la Coupe de la Ligue française féminine 2013-2014 Metz Handball 8e victoire |